# Зевин (преподобный)
Зеви́н  или Зебина́с (др.-греч. Ζεβινᾶς; IV век — V век) — христианский подвижник, сирийский пустынник, преподобный.
Сведения о жизни Зевина сообщает Феодорит Кирский в 24 главе своей книги «История боголюбцев». Зевин был монахом в окрестностях города Кира. Зевин дожил до глубокой старости, в конце жизни был вынужден ходить, опираясь на жезл. Своих современников он превосходил особенным усердием в молитве, проводя в ней дни и ночи. Зевин принимал посетителей, но беседовал с ними недолго, чтобы не отвлекаться от своего главного занятия — молитвы. Зевин отличался страннолюбием, многим из приходящих он разрешал оставаться у него до вечера, однако они, избегая его всенощного стояния, старались, под предлогом каких-либо дел удалиться из его кельи. Марон удивлялся добродетелям Зевина, а всем посещающим его велел сходить к старцу Зевину и принять от него благословение. Марон называл Зевина отцем, учителем и образцом всякой добродетели. Он просил, чтобы их обоих поместили в одном гробе, однако это желание не было исполнено. Зевин умер прежде Марона, погребён был в соседнем селении, называемом Киттика (др.-греч. Κίττικα). Над местом его погребения был построен большой храм, так как его мощи верующим давали исцеление от разных болезней. Учениками Зевина являются Полихроний и Иаков Отшельник, последнего Зевин облачил во власяницу.